# Þorfinn Fracassacrani
Þorfinn Torf-Einarsson, noto anche come Thorfinn Fracassacrani (norreno: Þorfinnr hausakljúfr) (... – 963), è stato jarl delle Orcadi. Figlio di Einarr della Torba, compare nella Orkneyinga saga e brevemente nella Heimskringla, nella saga di Sant'Olaf.

## Famiglia
Thorfinn era figlio minore di Einarr della Torba, il precedente jarl delle Orcadi. Einarr era figlio di Rögnvaldr Eysteinsson, jarl di Møre, ed era stato spedito dal padre nelle isole per contrastare due vichinghi che saccheggiavano la contea. Il soprannome "della Torba" è dovuto al fatto che Einarr, approdato nelle Orcadi, si accorse che non c'erano sufficienti alberi per fare fuoco; quindi andò in Scozia, a Torfnes (odierna Tarbat Ness), ed estrasse torba da importare nelle isole come combustibile.
Einarr aveva altri due figli, Arnkell ed Erlendr, che "perirono in Inghilterra, militando sotto re Eiríkr Ascia di sangue; con essi divise il dominio sulle ORcadi fino alla loro morte, all'incirca nel 954.
Thorfinn ebbe cinque figli: "Arnfinr, il più anziano, poi Hávarðr il propizio, per terzo Hlöðvir, quarto Ljótr, e quinto Skúli". Loro madre era Grelad, figlia del Conte Dungad di Katanes (odierno Caithness) e di Gróa, figlia di Thorstein il Rosso. Inoltre, Thorfinn ebbe anche due figlie, delle quali non si conosce il nome, che a loro volta ebbero come figli Einarr Pane-e-burro ed Einarr Grugnoduro. Arnfinnr sposò più tardi Ragnhildr Eiríksdóttir, figlia di Eiríkr, che lo fece uccidere e sposò suo fratello Hávarðr.
Thorfinn visse fino a tarda età e potrebbe essere morto nel 963 a causa di una malattia. 
I suoi figli divennero jarlar dopo di lui; tuttavia le Orcadi vennero sconvolte da numerose lotte fratricide, come per esempio il conflitto tra Ljótr e Skúli.